# Текели
Текели́ (каз. Текелі) — город областного значения в Жетысуской области Казахстана, расположен в 310 км от г. Алма-Ата и в 40 км от г. Талдыкорган.

## География
Название города происходит от видов животных, некогда в изобилии обитавших в ущельях этих рек: теке — горный козёл, текелі — в переводе с казахского означает «место с козлами или козлиное место». Сцены охоты племён усуней запечатлены на наскальных рисунках в окрестностях города. Город Текели расположен в верховьях реки Каратал в предгорьях Джунгарского Алатау, у слияния рек Коры (Карой, Каринка), Чажи (Чижи, Чижинка) и Текелинки. Конечная станция железнодорожной ветки от станции Коксу на линии Семей — Алматы. Пассажирских перевозок нет. Также в городе находилась единственная в Казахстане электрифицированная узкоколейная железная дорога. Демонтирована в начале 2000-х годов.

## История
В 1933 году в местности Текели в Коринском ущелье геолого-разведывательной экспедицией под руководством М. М. Юдичева были обнаружены крупные залежи полиметаллических руд, в особенности свинца, после чего советскими властями было принято решение о создании производства добычи и переработки руд. Уже в 1942 году у подножия Джунгарских гор был построен «Свинцово-цинковый комбинат» и рабочий посёлок при нём. Предприятие разрабатывало Текелийское, Коксуйское и Туюкское месторождения. В период Великой Отечественной войны этот комбинат давал стране свинец для каждой восьмой пули.
В дальнейшем в послевоенное время поселок Текели стал увеличиваться в размерах, возведение жилых зданий было объявлено ударной стройкой, со всего Советского Союза прибыл поток добровольцев. Дома и промышленные объекты Текели строились не только приезжими строителями, но и японскими военнопленными. В 1952 году поселку присвоен статус города. Текели рос и развивался стремительными темпами. Здесь возводились жилые кварталы, строились детские сады, школы, парки и кинотеатры.
Развитие и жизнедеятельность города зависела от «Текелийского свинцово-цинкового комбината», который был одним из крупнейших в СССР. В 1990 году рентабельные запасы руды с содержанием до 45 % свинца иссякли. Комбинат был передан в доверительное управление частной управляющей компании, которая не обеспечила выполнение своих контрактных обязательств. В результате комбинат оказался в тяжёлом финансово-экономическом положении и в 1996 году остановился. В 1997 Правительство РК приняло решение о реабилитации комбината за счёт государства, на условиях долгосрочной концессии комбинат передан АО «Казцинк». На комбинате начата переработка железосодержащей руды из Карагандинской области, а также переработка свинцово-цинковых руд с получением цинкового и свинцового концентратов. В 2002 в связи с истощением запасов и закрытием рудника Текели комбинат был перепрофилирован на переработку отходов металлургического производства — клинкера «Усть-Каменогорского цинкового завода», чем занимался до 2007 года. После чего комбинат остановился и город стал превращаться в кризисный моногород с отсутствием трудоустройства. В 2011 году комбинат возобновил свою работу после продолжительного кризиса. В том же году была восстановлена обогатительная фабрика, с помощью которой было переработано порядка 360 тысяч тонн железно-рудного концентрата, который продавался в Китай. Также на базе комбината создано предприятие ТОО «Электромарганец» по производству электролитического металлического марганца. В 2013 году было принято решение о строительстве на территории комбината металлургического завода, чтобы из железнорудного концентрата получать отечественный чугун. До 2016 года велись строительно-монтажные работы, деятельность по обеспечению сырья и подготовки кадров. Были построены доменные печи, обогатительная фабрика, энергоцех, агломерационная машина и другие производственные цеха. В 2018 году на металлургическом заводе был получен первый чугун.

## Население
| 1939    | 1959    | 1970    | 1979    | 1989    | 1999    | 2009    |
| ------- | ------- | ------- | ------- | ------- | ------- | ------- |
| 4925    | ↗30 046 | ↘29 846 | ↘28 536 | ↗31 428 | ↘23 982 | ↗26 062 |
| 2021    |         |         |         |         |         |         |
| ↗29 253 |         |         |         |         |         |         |

Национальный состав (на начало 2019 года).
- казахи — 18 578 чел. (56,17 %)
- русские — 12 228 чел. (36,97 %)
- татары — 718 чел. (2,17 %)
- немцы — 541 чел. (1,64 %)
- корейцы — 407 чел. (1,23 %)
- украинцы — 94 чел. (0,28 %)
- другие — 508 чел. (1,54 %)
- Всего — 33 074 чел. (100,00 %)

## Достопримечательности города
В городе Текели находятся несколько достопримечательностей, а именно:
- Улица Динмухамеда Кунаева длиной около 38 км. Официально признана самой длинной улицей в Казахстане.
- «Текелийская стела», «Келиншектас» — старейший буддийский памятник на территории Казахстана.
- «Бурхан-Булак» — самый большой водопад в Казахстане, находится в верховье ущелья реки Кора, выше города Текели.
- Памятник — стела в память о Великой Отечественной войне (1941—1945 гг.), расположена в центре города у слияния трех рек.

## Экологическая обстановка
В городе Текели и поселке Каратальское складывается сложная экологическая ситуация, являющееся одной из важных экологических проблем в регионе. На территории площадью 69 га находится хвостохранилище, которое в данное время не эксплуатируется. Жители города Текели и близлежащего села Каратальское страдают внезапным недомоганием при поднятии ветра и пылении хвостохранилища, сопровождаемые головными болями, носовым кровотечением, аллергических и кожных заболеваний, город Текели лидирует по смертности и высокому уровню заболеваемости злокачественными новообразованиями. По результатам специальных исследований проводимых в 1992 году выявлено, что в результате пыления и размывания откосов отработанного хвостохранилища, почвы дачно-огородных участков и всей территории города Текели заражены тяжелыми металлами и генетически связанными с ними кадмием, мышьяком, стронцием, таллием из текелийских руд в пределах, превышающих допустимые концентрации. Заключение этих исследований гласит: на обследованной территории города Текели нет мест, где бы содержание свинца в почве не превышало токсический уровень по подвижному свинцу, содержанию воднорастворимых металлов, наиболее доступных для растений — аномально повсеместно. В 1993 году по предписанию администрации города Текели, органам экологической службы, здравоохранению поручено было принять самые срочные меры по оздоровлению среды, особенно в районах, примыкающих к хвостохранилищам и вдоль реки Каратал. С тех пор не было принято никаких мер по ликвидации негативного воздействия от хвостохранилища, хвостохранилище в настоящее время подвержено интенсивной эрозии, размывается на дорогу и в реку Каратал, его борта пылят в сухую ветреную погоду. Многие жители и частные небольшие крестьянства в поисках заработка выращивают сады прямо на зараженных почвах, включая бывшие отвалы горных руд.

## ЧС
В 2009 году в городе произошло землетрясение магнитудой 6-7 баллов по шкале Рихтера, жители не пострадали, порядка 40 зданий получили повреждения.

## Известные представители
В 1842 году в этих краях родился известный казахский акын и жыршы Бактыбай Жолбарысулы.

## Образование
В городе Текели есть 8 школ (7 школ в городе Текели и одна в Рудничном сельском округе), а также есть колледж.

### Религия
В Текели имеются:
- Филиал республиканского исламского религиозного объединения «Духовное управление мусульман Казахстана» «Керімбек би мешіті»
- Православное религиозное объединение «Приход храма Святой Троицы города Текели Астанайской и Алматинской Епархии»
- Религиозное объединение "Церковь Евангельских Христиан Баптистов «Благовестие»
- Религиозное объединение «Пресвитерианская церковь „Надежда“ города Текели»
- Религиозное объединение "Церковь христиан веры евангельской «Агапе»
- Религиозное объединение "Христианская Евангельская Пятидесятническая Церковь «Источник жизни»

## Главы города Текели
1. Абдрешов, Турсын Абдрешович (председатель исполкома Текелийского городского совета депутатов трудящихся 1974—1982)
2. Рябусова Татьяна Александровна
3. Павлий Анатолий
4. Русинов Николай Иванович
5. Ажигулов, Канатбек Базильжанович
6. Аухадиев Мухтар Кенесович
7. Бескемпиров, Серикжан Ислямович (27.09.2005 — 25.01.2012 освобождён от должности);[25].
8. Айтжанов, Каныбек Кулжабаевич (25.01.2012 — 27.06.2013 освобождён от должности)[26].
9. Кайнарбеков, Талгат Канатович (27.06.2013 — 09.11.2016 освобождён от должности)[27].
10. Унербаев, Бахтияр Алтаевич (09.11.2016 — 21.09.2020 подал в отставку)[28].
11. Молдахметов, Батыр Каиркенович(с 21.09.2020 — 05.09.2022)[29].
12. Адиль Алмас Кабдулович (c 05.09.2022)[30]

## Галерея

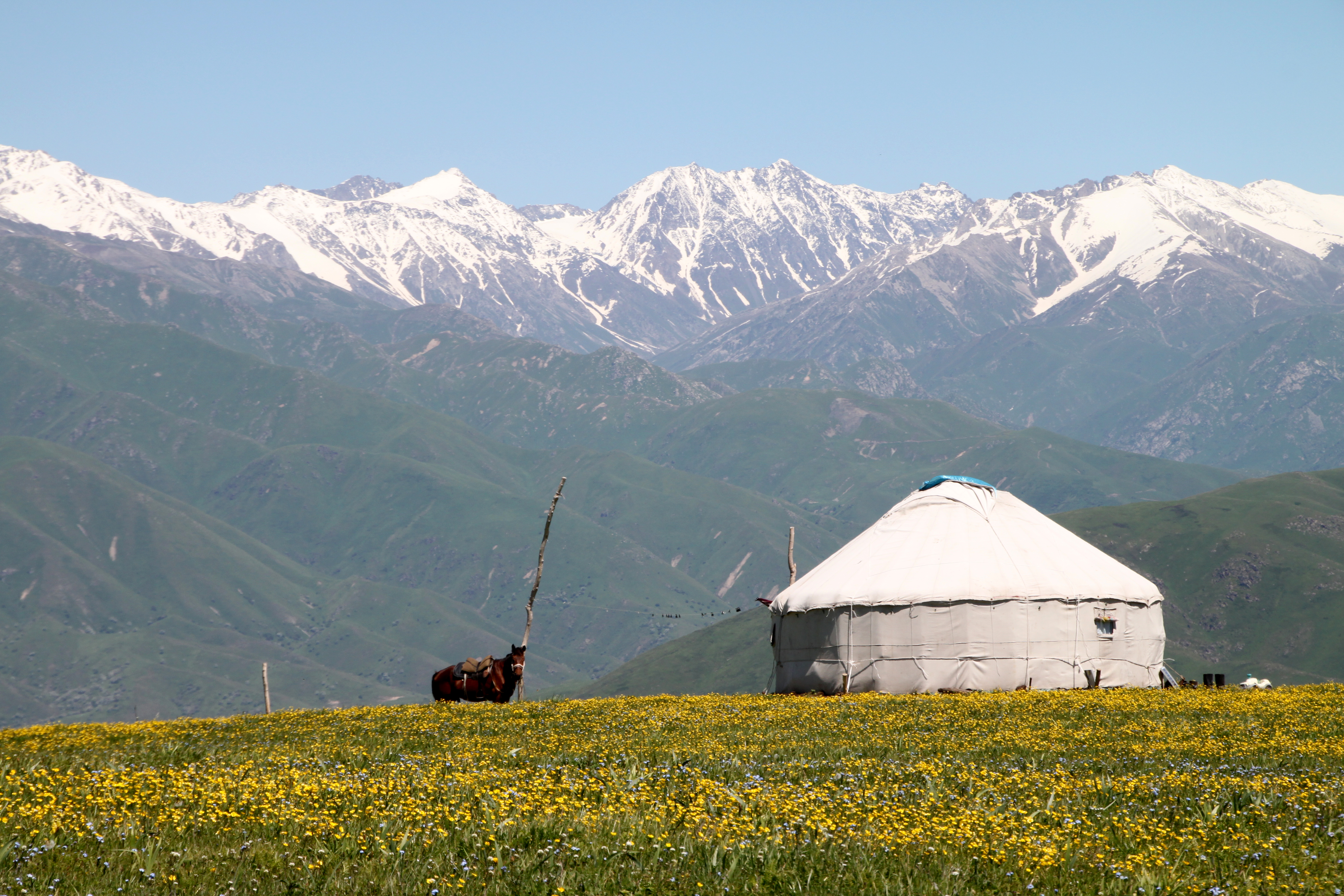
Юрта в Текели
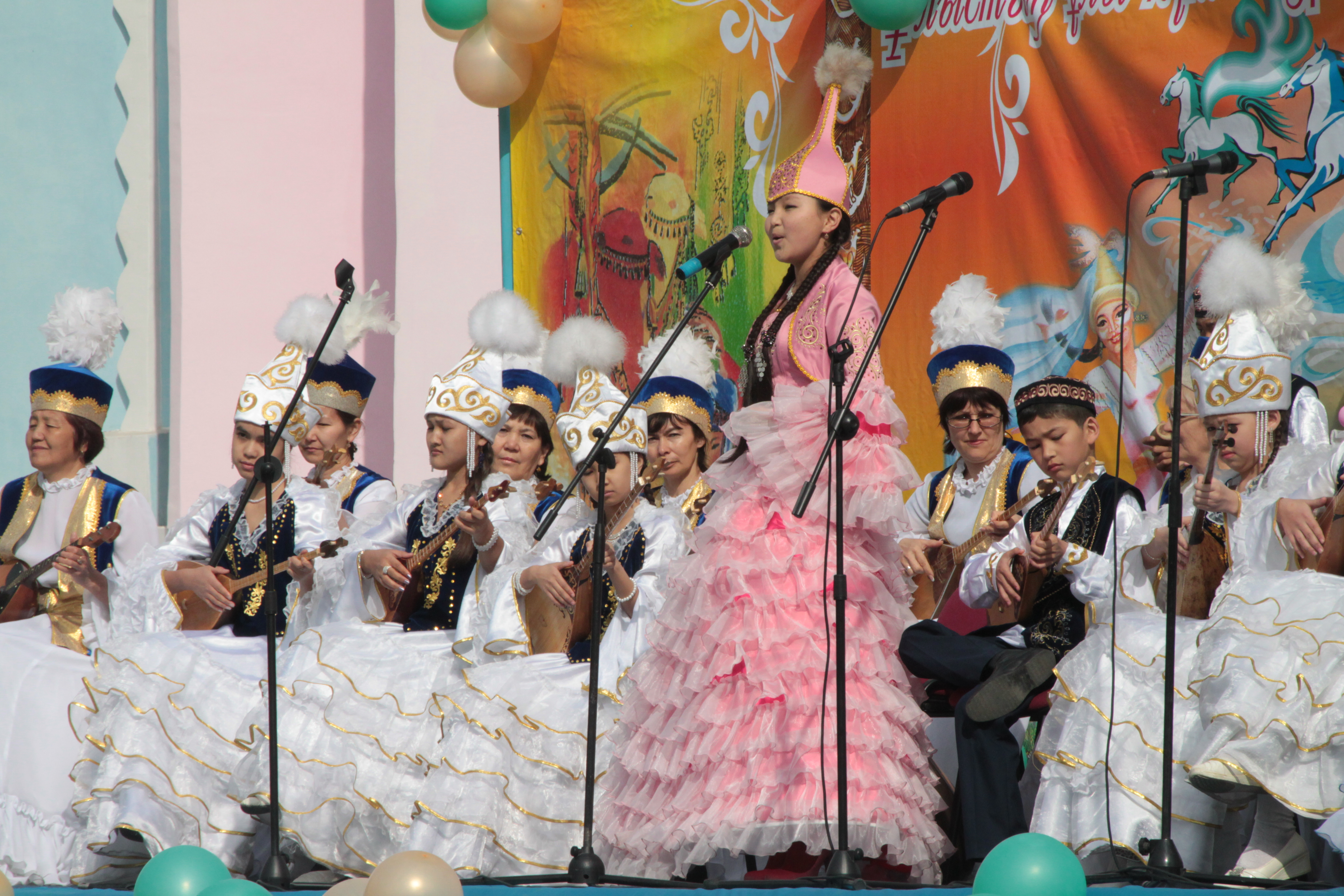
Наурыз, 2013 г.
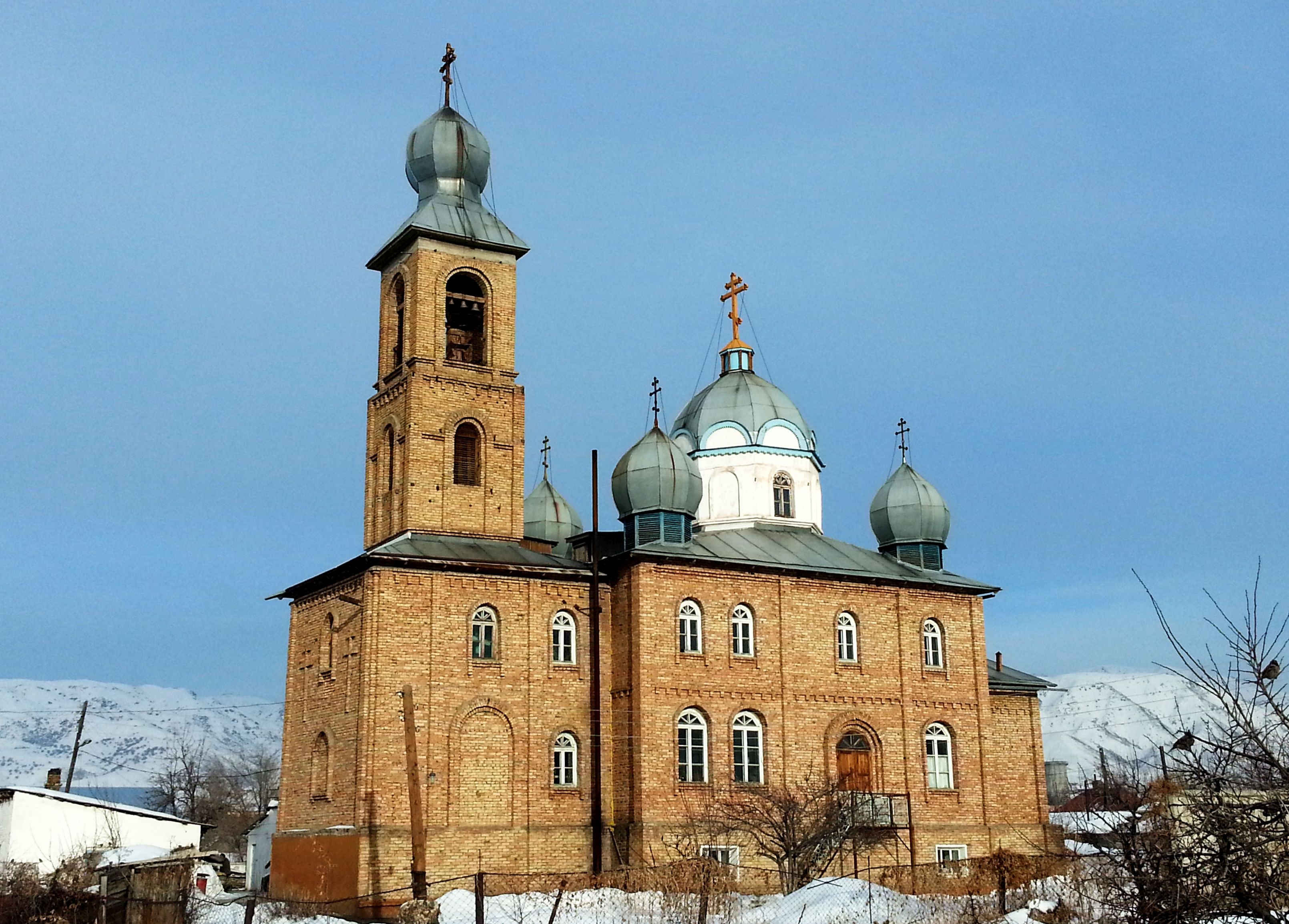
Свято-Троицкий храм